# Cyclantipha
Cyclantipha is een geslacht van kevers uit de familie bladkevers (Chrysomelidae).
De wetenschappelijke naam van het geslacht werd in 1932 gepubliceerd door Laboissiere.

## Soorten
- Cyclantipha ornata Labossiere, 1932
- Cyclantipha quadriplagiata Medvedev, 2004
- Cyclantipha ulyssis Laboissiere, 1932